# Адамян, Вадим Мовсесович
Вадим Мовсесович Адамян (род. 2 декабря 1938, Одесса) — украинский физик-теоретик и математик, доктор физико-математических наук, профессор и заведующий кафедры теоретической физики физического факультета Одесского национального университета им. И. И. Мечникова.

## Биография
В 1956—1961 годах Вадим Мовсесович Адамян проходил обучение в Одесском государственном университете, в 1961 окончил университет по кафедре теоретической физики, защитив дипломную работу, руководителем которой был Ю. А. Цвирко. Далее, в 1961—1964 годах проходил обучение в аспирантуре Одесского строительного института, под руководством выдающегося математика Марка Григорьевича Крейна. В 1964—1966 годах работал старшим научным сотрудником в Одесском технологическом институте имени Ломоносова.
20 июня 1966 года защищает кандидатскую диссертацию в Институте математики и механики АН Армянской ССР по специальности функциональный анализ и теория функций. После защиты некоторое время преподавал на кафедре математики в Одесском строительном институте. В период с 1967—1975 годов возглавляет лабораторию при Институте физики ОГУ.
17 октября 1974 года защищает докторскую диссертацию в Институте математики АН УССР по специальности функциональный анализ и теория функций. В 1975 году возвращается на родную кафедру, где получает сначала должность доцента, а затем в 1977 году — профессора. В 1978 году, профессор Адамян принимает руководство кафедрой.  Вадим Мовсесович не только поддерживал традиционную тематику кафедры, но и стимулировал развитие новых направлений, таких как физика плазмы, физика твёрдого тела, а в последние годы — физика наноструктур (см. нанотехнологии).
На протяжении своей полувековой научной деятельности проф. Адамян работал в университетах Австралии, Новой Зеландии, Германии и Испании; получил несколько почётных званий и не меньшее количество различных наград. В 1994—1995 годах носил почётное звание Соросовского профессора. Является фелло Американского математического общества (AMS), Общества прикладной математики и механики (GAMM), Украинского физического общества.

## Семья
Отец — заслуженный учитель УССР, инженер Мовсес Исаакович Адамян (28.12.1907—1977), уроженец Мингрельска, был первым директором Одесского дорожно-механического техникума (1946—1973).